# Таборфалва
Таборфалва (мађ. Táborfalva) је насеље у централној Мађарској. Таборфалва је веће насеље у оквиру пештанске жупаније.

## Географија

### Локација
Таборфалва се налази у јужном делу Пештанске жупаније, 60 километара од Будимпеште. Са севера је окружена храстовима, а са југа пешчаним динама и жбуњем клеке Кишкуншага. Налази се непосредно уз јужну границу Пештанског округа, има четири суседа насеља у Пештанском округу и три у Бачко-кишкунском округу: Дабаш, Еркењ, Пуставач и Татарсентђерђ и Лајошмиже, Фелшелајош и Ладањбене.
Селу Табор припада и војно насеље Еркењтабор, које се налази 4 километра западно од центра села.

## Историја
Таборфалва је ново село, у историјским временима таквог насеља није било. Године 1870. на салашима у данашњем насељу насеља живело је 394 становника. Власник Габорне Варади је 1875. године продала своје земљиште лошег квалитета у западном делу данашње Таборфалве у војне сврхе. Године 1886. на овом подручју је основан Еркењтабор, који и данас постоји као војно насеље. (1886. Баракен Лагер, 1907. Лотертабор, 1926. Еркењтабор) Железничка линија је отворена 1889, а центар села се касније развио у близини железничке станице. Године 1908. слуге породице Палоци су се преселиле у Телеп, северни део данашњег села Табор, а пошта је почела да ради у Еркењитабору.
Насеобинска школа подигнута је 1922. године а 1926. године централни делови данашњег села су испарцелисани. Године 1930. школа за обуку официра коњице Хонведа преселила се у Еркењтабор и изграђен је школски центар.
Године 1949. формирано је независно село Табор спајањем три дела насеља (Еркењтабор, Телеп и област око железничке станице). Од 1971. Таборфалва ствара тзв „општине са заједничким већем“. Године 1990. успостављена је локална управа, а Таборфалва је постала независно насеље.

## Становништво
Током пописа 2011. године, 85,4% становника се изјаснило као Мађари, 2,2% као Роми, 0,3% као Немци и 0,6% као Румуни (14,5% се није изјаснило). 
Верска дистрибуција је била следећа: римокатолици 43,5%, реформисани 7,9%, лутерани 0,2%, гркокатолици 0,4%, неконфесионални 22,3% (24,9% се није изјаснило).